# She Nay Nay
Athanasia Alexopoulos (Ottawa, ...) è una wrestler canadese che lavora sotto il ring name di She Nay Nay.
Ha lavorato per diverse promotions canadesi, statunitensi, britanniche ed irlandesi incluse la NCW Femmes Fatales, Ohio Valley Wrestling, Shimmer Women Athletes e Irish Whip Wrestling.

## Carriera nel wrestling professionistico

### Gli inizi (2004-primo 2006)
Athanasia Alexopoulus ha rinunciato ad un lavoro ben retribuito alla banca per perseguire il suo sogno di diventare una wrestler professionista a tempo pieno sotto il nome di She Nay Nay. La sua passione per il wrestling è iniziata quando aveva 12 anni e da allora ha sempre sognato di diventare una wrestler professionista. Il suo sogno è diventato realtà quando ha sentito di uno show promosso da Scott D'Amore. Assistendo allo Show ha incontrato Dave Dalton che he poi diventato il suo allenatore. Dopo tre mesi di allenamento ha debuttato per la Universal Wrestling Alliance contro Misty Haven. Dopo questo match è stata invitata a lottare per promotions come la Border City Wrestling o la Empire State Wrestling. Tra maggio e agosto 2006 ha fatto un tour per la prima volta con la Grand Prix Wrestling.

### Ohio Valley Wrestling (tardo 2006-primo 2007)
Dopo il suo tour le è stato chiesto di allenarsi con la Ohio Valley Wrestling così si è trasferita dal Canada agli Stati Uniti. Il suo primo match per la OVW ha preso luogo il 6 dicembre 2006 quando ha fatto coppia con Serena Deeb nello sconfiggere il team di ODB e Beth Phoenix. L'11 maggio 2007 ha lottato in un Tag War facendo coppia con Serena, Victoria Crawford e Maryse Ouellet sconfiggendo i l team di Beth, Katie Lea, Milena Roucka e Jennifer. Un giorno dopo, comunque, ha sofferto la sua prima sconfitta in TV quando ha fatto coppia con Serena e Jennifer contro Beth, Katie e Milena. Il suo primo singles match in TV è stato contro Beth Phoenix ma non è riuscita a vincere. Il suo ultimo match per la OVW è stato un Mixed Tag Team Match che ha perso..
Non ha più lavorato per la WWE da allora fino al 30 ottobre 2009 quando ha lottato con Beth Phoenix a Smackdown sotto il ring name di Jenny Brooks. Il match, comunque, è stato solo uno squash match per pushare Beth Phoenix. Nel dicembre 2010 Athanasia ha poi fatto domanda per poter partecipare al programma WWE Tough Enough.

### NCW Femmes Fatales & SHIMMER (2009-presente)
È stata parte del primo show della NCW Femmes Fatales che ha debuttato il 5 settembre 2009. È stata anche nel primo match della promotion canadese in quanto ha lottato e perso contro Addy Starr nel match di apertura del primo volume. Nel secondo show, che ha preso luogo il 6 febbraio 2010, ha lottato con Karen Brooks sempre nell'Opening Match ma questa volta è stata in grado di ottenere la vittoria in modo pulito. Durante questo match è stata accompagnata a bordo ring dalla nuova manager ed ex-wrestler 21st Century Fox. Non è stata bookata per il terzo show ma è riapparsa nel Volume 4 dove ha lottato e perso un match contro Mistress Belmont dopo aver subito la sua mossa finale.
Dopo le sue performance nei primi due show della nCw Femmes Fatales è stata bookata per prendere parte agli SHIMMER Tapings del 2 e 3 maggio 2010. Ha debuttato nella SPARKLE Division perdendo contro Leva Bates. Il giorno dopo ha lottato un tag team match sempre nella SPARKLE Division con Anna Minoushka e perdendo contro il team di PJ Tyler e Leva Bates.

## In wrestling
- Mossa finale
  - She Nay Nay Drop[2]
- Mosse tipiche
  - Corner Foot Choke
  - Choke
  - Elbow Drop
  - Flapjack
  - Jawbreaker
  - Mat Slam
  - Running Clothesline in the Corner
  - Running Hip Attack in the Corner
  - Snap Suplex
- Nicknames
  - "The Fabulous"[1]

## Titoli e riconoscimenti
- Universal Wrestling Alliance
  - UWA Women's Champion (1 volta)[1]
- International Big Time Wrestling
  - IBTM Women's Champion (1 volta)[1]